# 영원한 여름
《영원한 여름》(盛夏光年, Eternal Summer)은 타이완에서 제작된 레스티 첸 감독의 2006년 드라마, 멜로/로맨스 영화이다. 장루이자 등이 주연으로 출연하였고 레스티 첸 등이 제작에 참여하였다.
3명의 고등학생이 우정과 갈망에 대한 레스티 첸 감독의 섬세한 이야기에서 사랑의 특혜와 함정을 경험한다.

## 출연

### 주연
- 장루이자
- 장효전
- 양기